# Lichtval (kunst)
Lichtval is in de grafische kunsten zoals schilderkunst en fotografie het gebruik van licht om composities te maken.

## Technieken

### Tegenlicht
Tegenlicht, ook wel contre-jour, is een techniek waarin de lichtbron recht tegenover de kijker staat, waardoor het onderwerp als silhouet wordt uitgelicht.

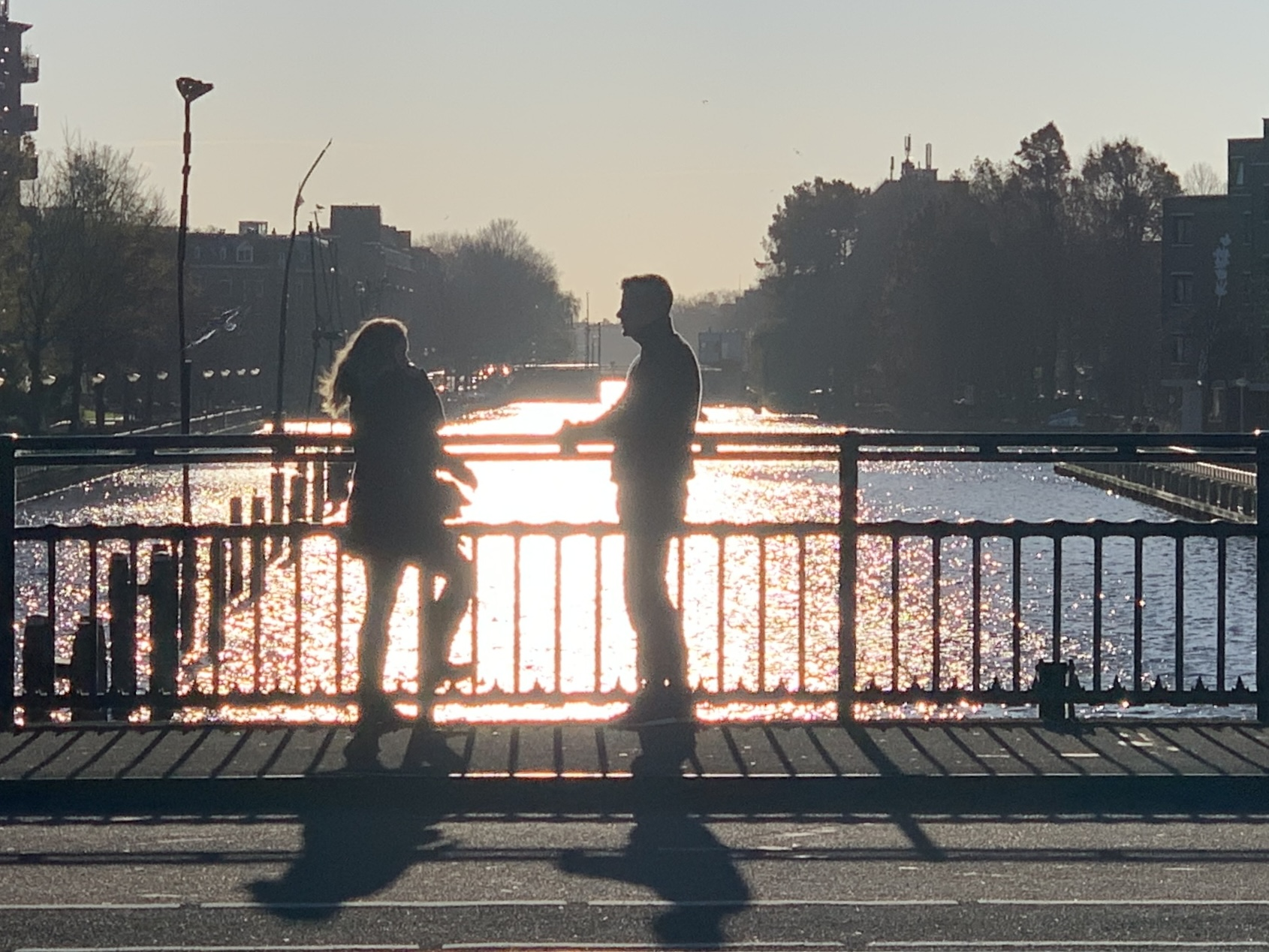
Een stelletje in tegenlicht op de Beltbrug
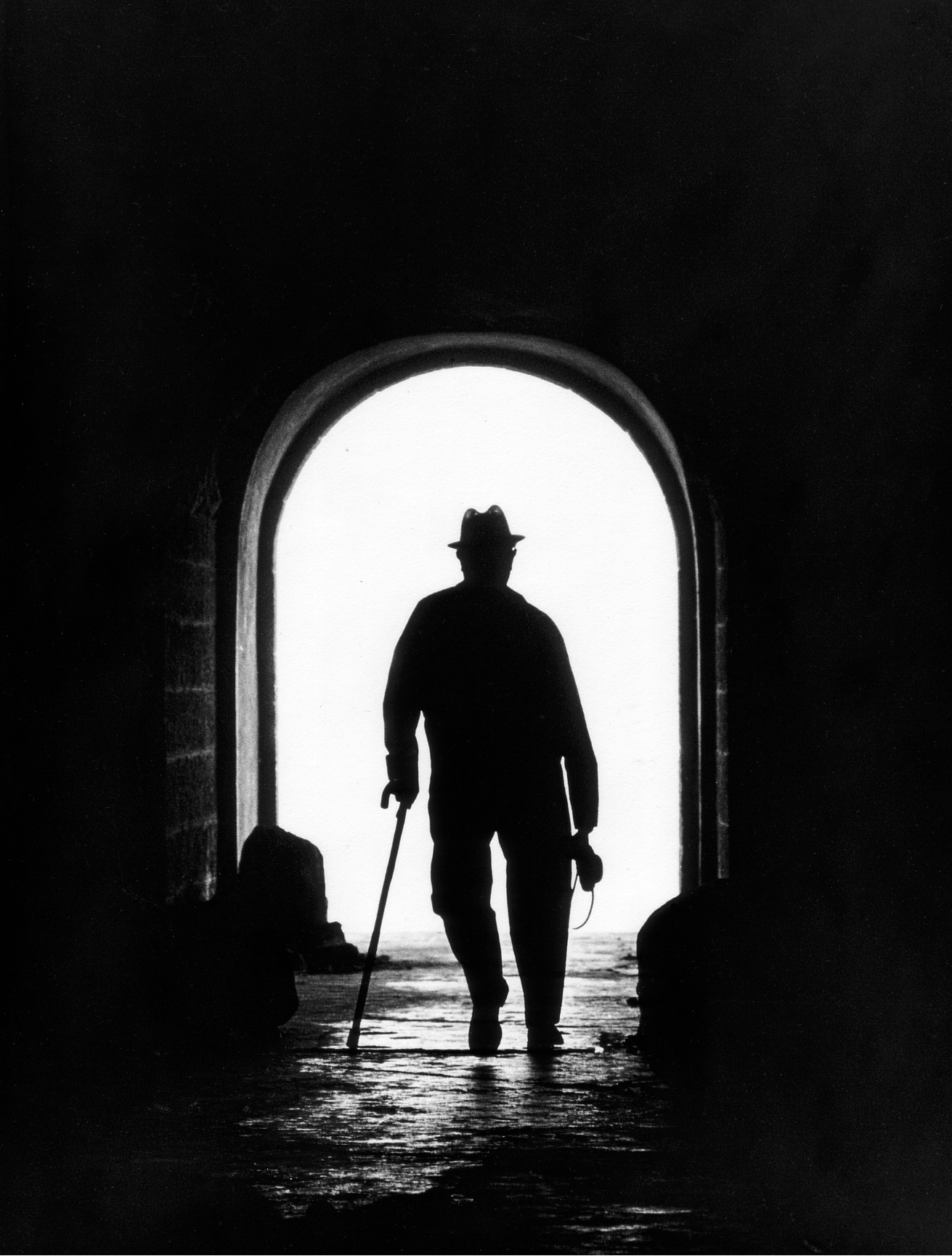
Een voorbeeld van een tegenlichtfoto; de lichtbron bevindt zich achter het onderwerp

### Strijklicht
Bij strijklicht wordt het onderwerp belicht door een lichtbron in een zeer kleine hoek tot parallel zijwaarts ten opzichte van het onderwerp. Hierdoor worden textuur en oneffenheden van het onderwerp geaccentueerd.

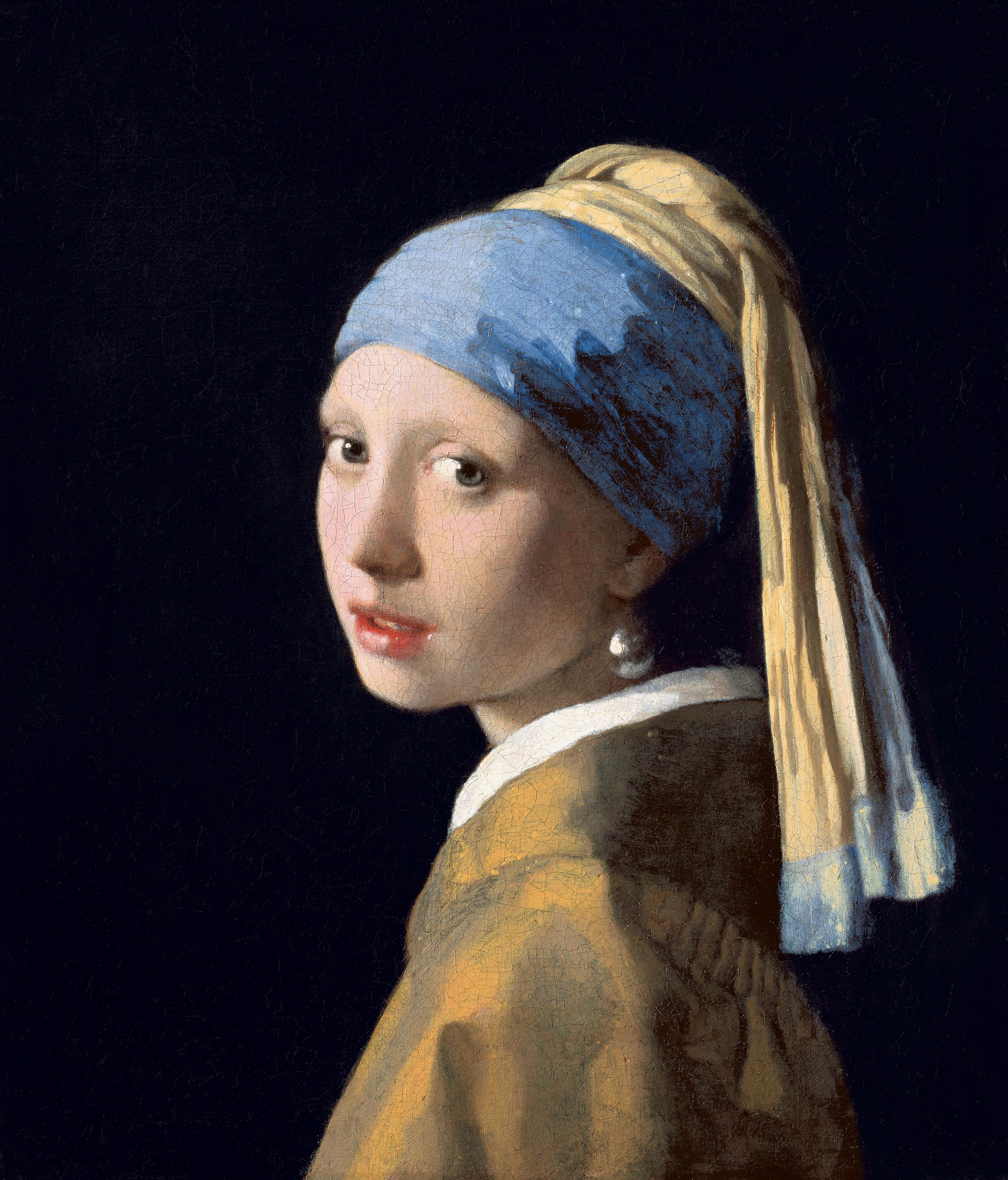
Het Meisje met de parel van Johannes Vermeer
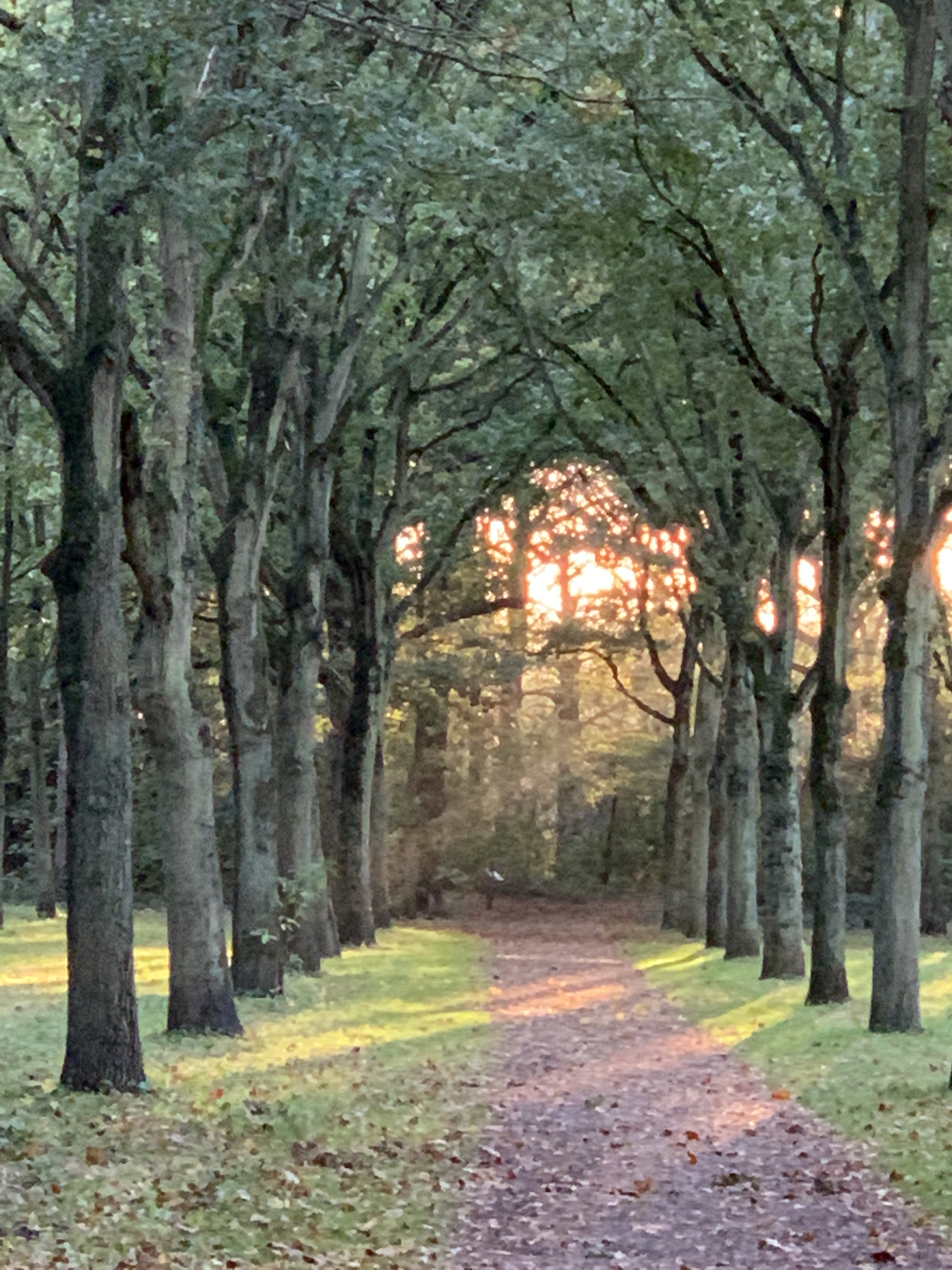
Strijklicht op landgoed Beeckestijn

### Ruglicht
Bij ruglicht wordt het onderwerp van achteren belicht. Met andere woorden, de lichtbron en de kijker staan tegenover elkaar, en het onderwerp bevindt zich in het midden. Dit laat de randen van het onderwerp gloeien, terwijl de middenporties donker blijven.

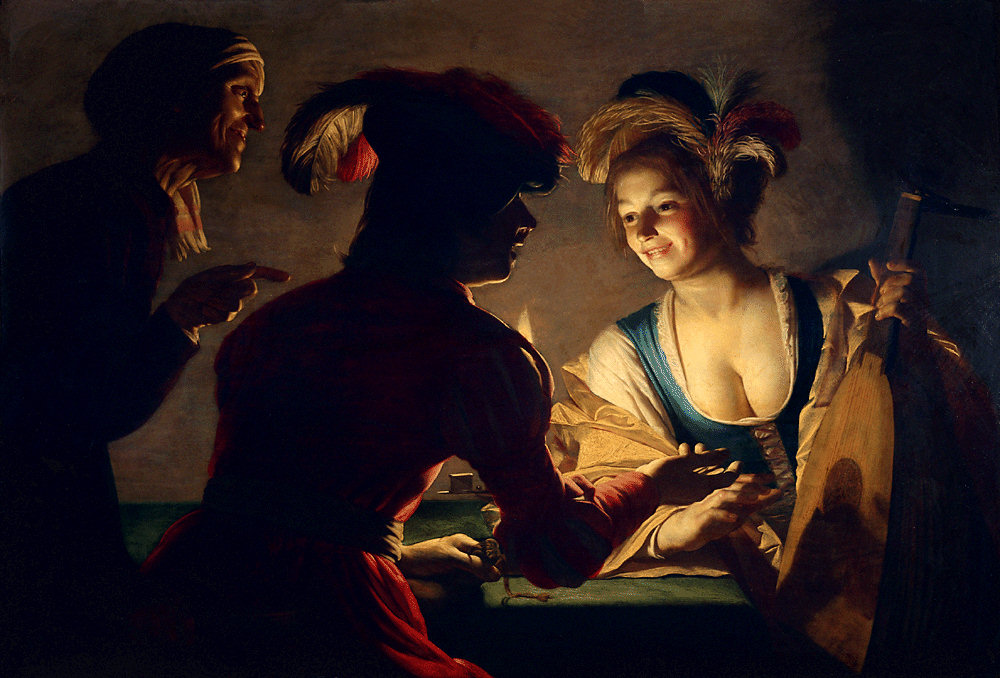
De koppelaarster, Gerrit van Honthorst
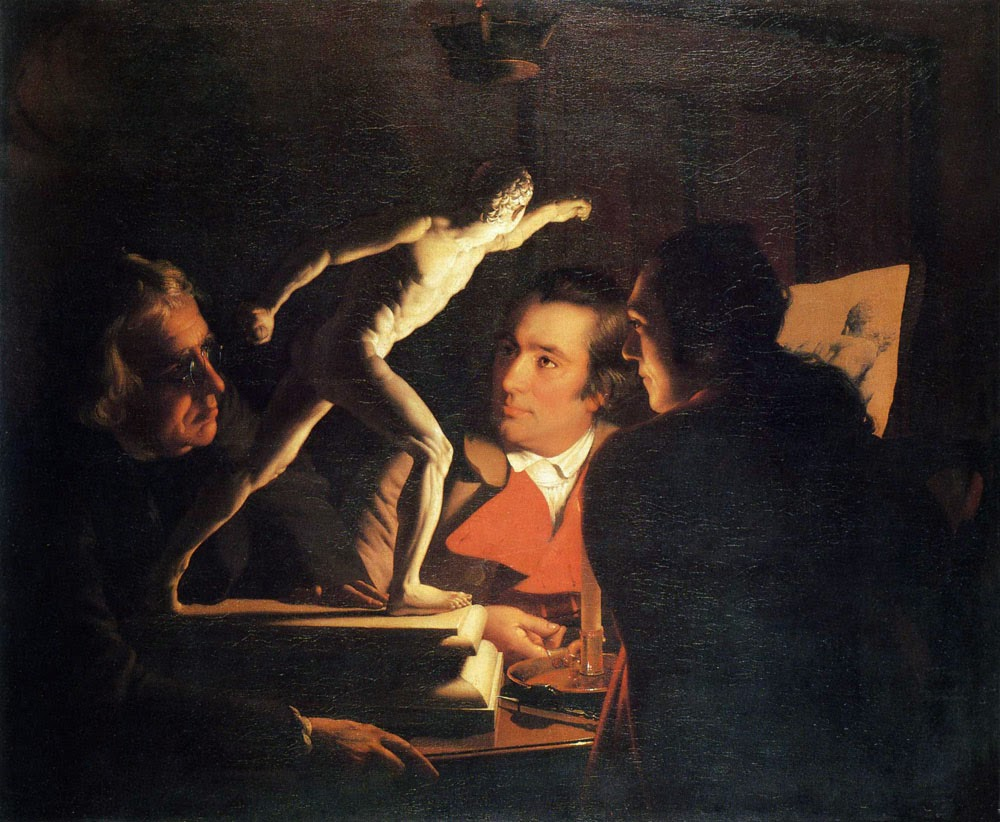
Three Persons viewing the Borghese Gladiator by candlelight, Joseph Wright of Derby. 1765

### Clair-Obscur
Clair-obscur, ook wel chiaroscuro, is een techniek waarbij lichtcontrasten worden geaccentueerd om een compositie te maken.

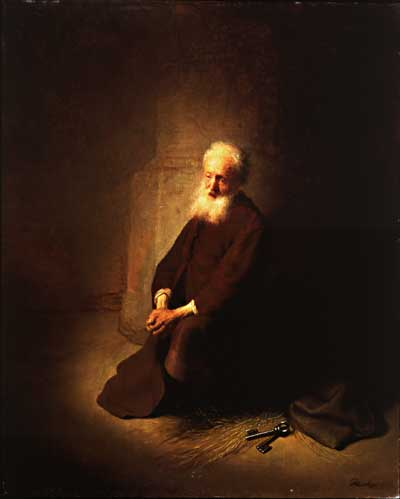
"Petrus in de gevangenis" (Rembrandt van Rijn)
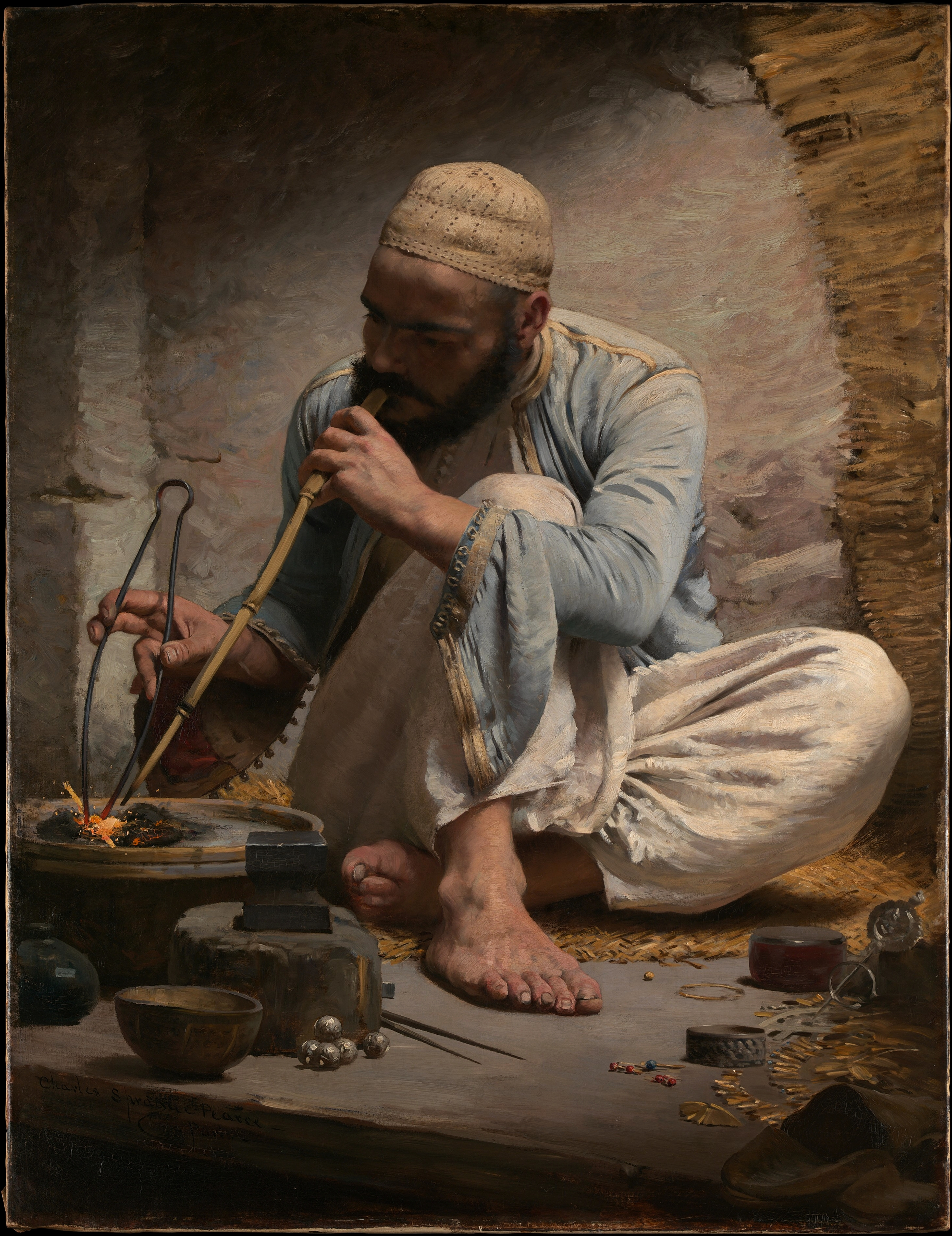
Arabische goudsmid (Charles Sprague Pearce)

### Tenebrisme
Een bijzonder aangedikte vorm van clair-obscur is het tenebrisme, waarbij de contrasten bijzonder dramatisch worden aangezet. Deze techniek was vooral in de barokperiode erg populair.

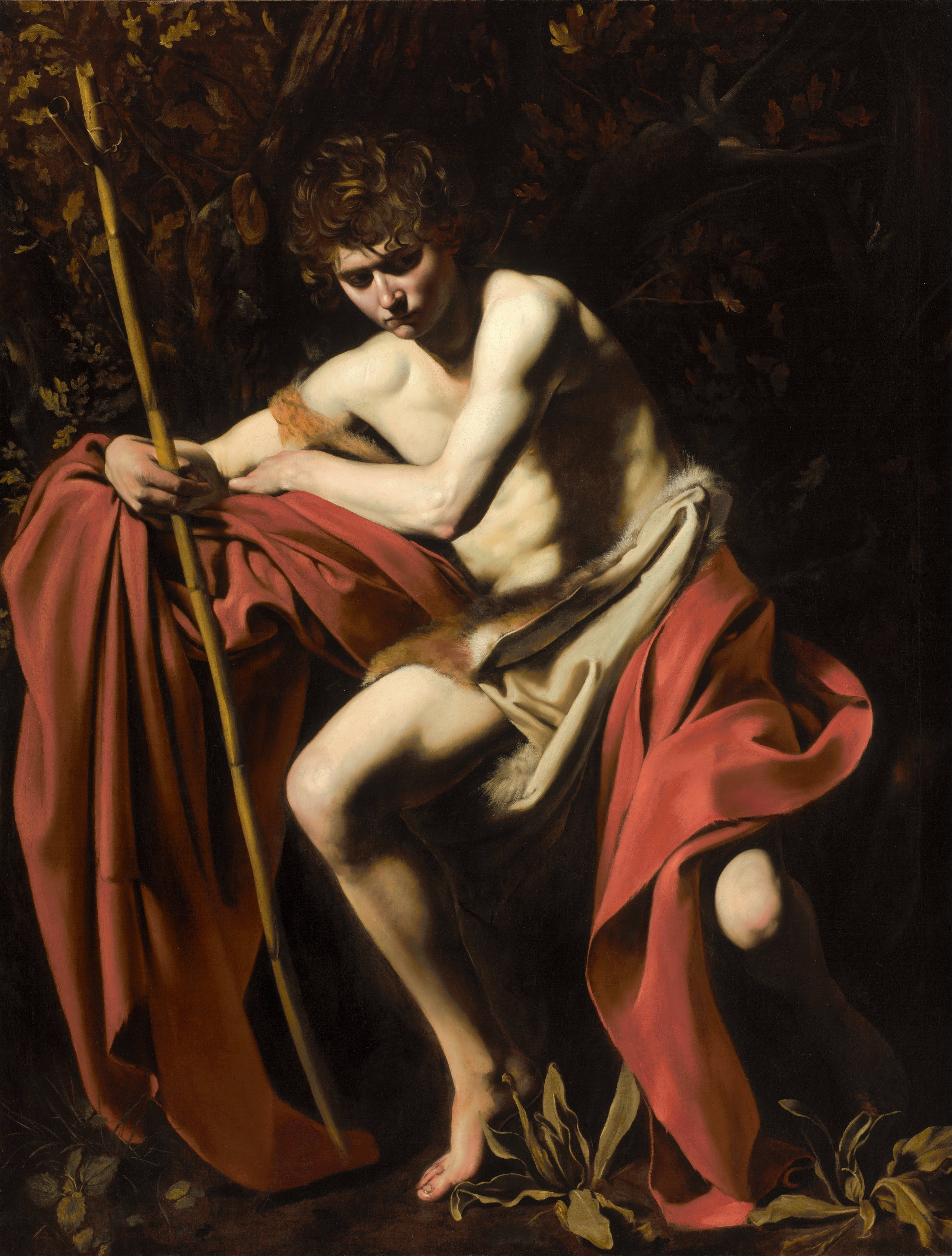
Johannes de Doper in de wildernis, Caravaggio
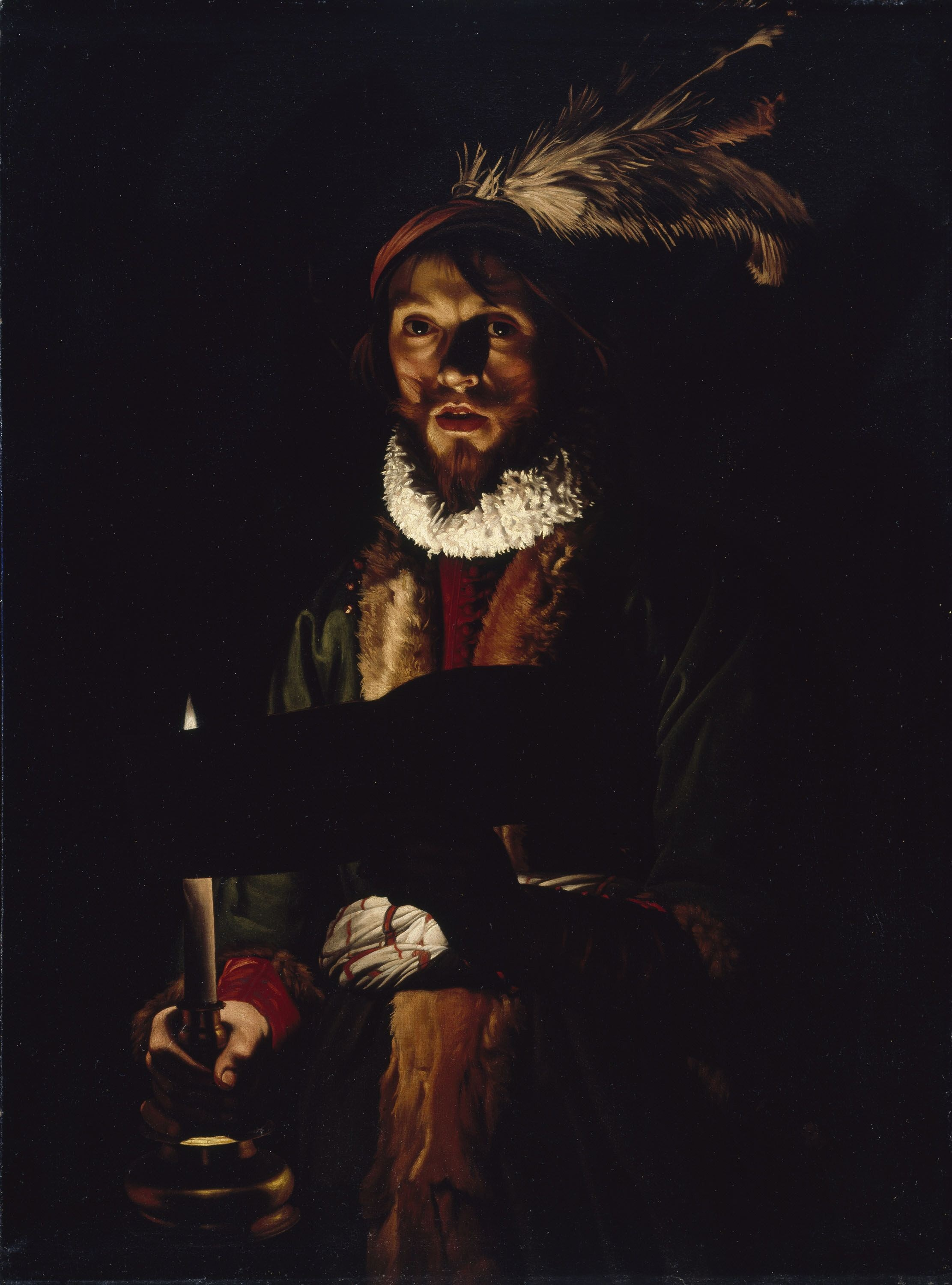
Zingende man bij kaarslicht, Adam de Coster